# Gynothemis aurea
Gynothemis aurea – gatunek ważki z rodziny ważkowatych (Libellulidae). Występuje na terenie Ameryki Południowej.